# Samantha Kolowratová
Samantha Ahn Kolowratová (* 12. července 1996 Praha) je česká lední hokejistka, pocházející z krakovské větve rodiny Kolovratů.

## Život
Od roku 2014 studovala na univerzitě v USA. Studium ukončila a do budoucna se chce stát lékařkou.

### Rodina
Samantha Kolowratová se narodila v Praze, má bratra Alexandra Kim Kolowrat-Krakowského a jejími rodiči jsou Henry Francis Kolowrat-Krakowský (* 19. prosince 1963) a Joanne Kim Kolowrat-Krakowská.

### Hráčská kariéra
Samantha Kolowratová je odchovankyní pražského týmu HC Smíchov 1913 (dříve TJ Slavoj Zbraslav). Od sezóny 2011/12 hrála za Berounské Lvice a od sezóny 2012/13 za Slavii Praha. Od sezóny 2014/15 začala hrát v USHS a čtyři roky hrála v NCAA. Za Vermontskou univerzitu nosila kapitánské „C“. Při působení v univerzitních ligách sehrála 141 utkání (8+21). Ve zkrácené sezóně 2020/21 odehrála v NWHL tři zápasy za tým Metropolitan Riveters, kde podepsala roční smlouvu. V sezóně 2021/22 působila ve švédském týmu Brynäs IF.
Za ženskou reprezentaci hraje od roku 2011. Z mistrovství světa osmnáctek získala bronzovou medaili, hrála dvě olympijské kvalifikace a účastnila se čtyř světových šampionátů elitní kategorie.